# نيل كيلكيني
نيل كيلكيني  (بالإنجليزية: Neil Kilkenny)‏ (19 ديسمبر 1985 المملكة المتحدة) هو لاعب كرة قدم بريطاني يلعب كلاعب وسط.

## روابط خارجية
- نيل كيلكيني على موقع الاتحاد الدولي (مؤرشف)  (الإنجليزية)
- نيل كيلكيني على موقع قاعدة بيانات كرة القدم.إي يو (الإنجليزية)
- نيل كيلكيني على موقع ناشيونال فوتبول تيمز (الإنجليزية)
- نيل كيلكيني على موقع Soccerbase.com (لاعب) (الإنجليزية)
- نيل كيلكيني على موقع Soccerway.com (الإنجليزية)
- نيل كيلكيني على موقع عالم كرة القدم.نت (الإنجليزية)
- نيل كيلكيني على موقع اللجنة الأولمبية الدولية (الإنجليزية)
- نيل كيلكيني على موقع أوليمبيديا (الإنجليزية)
- نيل كيلكيني على موقع اللجنة الأولمبية الأسترالية (الإنجليزية)